# روغن اپوکسی سویا
روغن اپوکسی سویا (به انگلیسی: Epoxidized soybean oil) یک ماده شیمیایی است.  این ماده، روغنی شکل بوده به رنگ زرد روشن میباشد و از واکنش پراسید(per Acid ) با روغن سویا تولید میشود و موارد مصرف به عنوان نرم کننده و استبیلایزر برای رزین PVC  استفاده میشود همچنن در تولید رنگ ها ساختمانی نیز مورد استفاده قرار میگیرد.